# Ash Ra Tempel
Ash Ra Tempel, desde 1977 Ashra, es un grupo musical alemán inscrito dentro de la corriente krautrock alemana y de la denominada Escuela de Berlín de los años 70. Fundado por Manuel Göttsching, Hartmut Enke y Klaus Schulze el grupo, con numerosos cambios de formación pero la presencia de Göttsching, ha desarrollado su labor hasta el siglo XXI.

## Historia
Inicialmente fundado por Manuel Göttsching (guitarra), Hartmut Enke (bajo) y Klaus Schulze (percusión) la música de Ash Ra Tempel se caracteriza por su estilo cósmico. Sus primeras producciones poseían una orientación más psicodélica, y tenían, en su mayoría, una sola composición por cada cara: una más poderosa y dramática y la otra más atmosférica.
Su debut tuvo lugar con un álbum homónimo publicado en junio de 1971. Compuesto por dos canciones de larga duración («Amboss» y «Traummaschine») se ha reeditado en numerosas ocasiones. Esta producción es considerada por los críticos como un clásico dentro del género.

"El monstruoso álbum debut de Ash Ra Tempel se presentó como asombrosamente profético y simplemente bueno, una extensión lógica del espíritu del espacio-jam-freakout en tiempos enrarecidos. Con el trío original de Enke, Göttsching y Schulze, Ash Ra Tempel presenta sólo dos canciones que son ejemplos apasionantes de habilidad técnica mezclada con el poder del rock."
Ned Raggett (AllMusic) 

Tras la publicación de este primer álbum Schulze, quien previamente había había formado parte de Tangerine Dream, se separó y emprendió su carrera en solitario aunque posteriormente volvería a confluir en Ashra. Schwingungen (1972), el segundo álbum, incorpora a Wolfgang Müller y las voces a las composiciones.

"El segundo álbum de Ash Ra Tempel presenta el primero de múltiples cambios de personal. Klaus Schulze fue reemplazado por Wolfgang Muller. Algunos músicos invitados aparecen aquí y allá como John L. intérprete de la voz principal otra diferencia del debut homónimo que fue completamente instrumental."
Ned Raggett (AllMusic) 

Seven Up (1972), su tercer álbum de estudio, es una obra cocreada junto al conocido padre de la psicodelia Timothy Leary. Pese a ello el álbum sigue manteniendo su estructura habitual: dos composiciones de larga duración siendo una de estilo más psicodélico («Space») y otra («Time») más próxima al denominado rock espacial.

"Los aficionados de Leary pueden quedar un poco sorprendidos ya que él es solo una de las cinco voces presentes a lo largo del álbum y suena más como una Eric Burdon pobre que como un visionario del ácido. (...) La cara B consta de tres temas de estilo espacial que concluyen con una ráfaga de aire bastante similar a una aspiradora. Excepto por la última parte Seven Up no es exactamente la reunión de mentes que los fanáticos del ácido y el Kraut esperaban."
John Bush (AllMusic) 

Join Inn (1973), supuso la vuelta de Klaus Schulze al grupo y la salida de Wolfgang Müller, es considerada la última de las grandes obras maestras de esta etapa de Ash Ra Tempel. Integrada por dos canciones, «Freak'n'roll» y «Jenseits», la primera es el extracto de una sesión de improvisación más extensa y la segunda incluye un recitado a cargo de Rosi Müller.

"En resumen esta no es la mejor versión etérea de Ash Ra Tempel pero todavía es un fino ejercicio de ensoñaciones musicales nocturnas, que apelan a los aficionados de la era Phaedra de Tangerine Dream, sin tergiversar esos aspectos del trabajo del grupo. Puestas juntas, esas dos piezas suponen una adecuada introducción a los primeros años del grupo."
François Couture (AllMusic) 

El quinto álbum de estudio, titulado Starring Rosi (1973), supone la ruptura estilística con el trabajo previo y la disolución de la formación original tras la salida de Hartmut Enke. Caracterizado por unas composiciones más breves y de estilos más variados que incluyen el rock experimental, el pop acústico o las vinculaciones temáticas con la música cósmica.

"Aunque parece una lección de maestro escolar (con Göttsching mostrando sus habilidades en varios estilos diferentes) el álbum se mantiene sorprendentemente bien."
John Bush (AllMusic) 

Le Berceau de Cristal (1976), película escrita y dirigida por Philippe Garrel e interpretada por Nico, es el título de la única banda sonora editada por el grupo aunque su publicación tuviera lugar en 1993.

"Estas composiciones larga son herederas de su tiempo y no se mantienen tan bien décadas después. Sin embargo están junto a lo mejor de los Pink Floyd y Tangerine Dream de principios de los aos 70. Muchos álbumes de bandas sonoras no son tan efectivos sin sus imágenes visuales pero ese no es el caso de Le Berceau de Cristal que evoca su propia película imaginaria ya que cierra la brecha entre el espacio interior y el exterior."
Wilson Neate (AllMusic) 

En 1977 Ash Ra Tempel acortó su nombre a simplemente Ashra, quedando como un proyecto en solitario de Göttsching, haciendo desde entonces grabaciones de estilo musical más melódico basado en el uso de sintetizadores. 
En 2000 Göttsching vuelve a reunirse con Klaus Schulze para volver a publicar un nuevo álbum bajo el nombre Friendship.

"Trabajando como dúo los fantásticos trabajos de guitarra de Göttsching y los sintetizadores de Schulze se unen a una programación de batería más digital (también la obra en solitario de Schulze quien, originalmente, había sido el baterista de Ash Ra Tempel en sus inicios). El álbum está compuesto por tres largas composiciones en algún lugar entre el trance, el deep house y los toques del experimentalismo Krautrock temprano que la banda forjó a principios de los años 70."
Fred Thomas (AllMusic) 

## Influencia
Ash Ra Tempel ha influido de forma muy marcada a bandas posteriores de space rock/krautrock. Las bandas psicodélicas Acid Mothers Temple y Hash Jar Tempo tienen en sus nombres una clara referencia a Ash Ra Tempel. Posteriormente los trabajos firmados como Ashra y los trabajos en solitario de Göttsching se consideran una influencia destacable en los géneros Ambient y Techno.

## Discografía

### Álbumes
- Ash Ra Tempel (1971)
- Schwingungen (1972)
- Seven Up (Timothy Leary y Ash Ra Tempel) (1972)
- Join Inn (1973)
- Starring Rosi (1973)
- Le Berceau de Cristal (1975)
- Friendship (2000)

### Recopilaciones
- The Best Of The Private Tapes 6 CD
- Schwingungen/ Seven Up (1998)
- Join Inn/ Starring Rosi (1998)